# Mexachernes carminis
Mexachernes carminis är en spindeldjursart som först beskrevs av Chamberlin 1923.  Mexachernes carminis ingår i släktet Mexachernes och familjen blindklokrypare. Inga underarter finns listade i Catalogue of Life.